# Viola silicestris
Viola silicestris är en violväxtart som beskrevs av K.R.Thiele och Prober. Viola silicestris ingår i släktet violer, och familjen violväxter. Inga underarter finns listade i Catalogue of Life.